# Charnay-lès-Chalon
Pour les articles homonymes, voir Charnay et Chalon.
Charnay-lès-Chalon est une commune française située dans le département de Saône-et-Loire, en région Bourgogne-Franche-Comté.

## Géographie

### Climat
Pour des articles plus généraux, voir Climat de la Bourgogne-Franche-Comté et Climat de Saône-et-Loire.
En 2010, le climat de la commune est de type climat océanique dégradé des plaines du Centre et du Nord, selon une étude du Centre national de la recherche scientifique s'appuyant sur une série de données couvrant la période 1971-2000. En 2020, Météo-France publie une typologie des climats de la France métropolitaine dans laquelle la commune est exposée à un climat semi-continental et est dans la région climatique Bourgogne, vallée de la Saône, caractérisée par un bon ensoleillement (1 900 h/an), un été chaud (18,5 °C), un air sec au printemps et en été et des vents faibles.
Pour la période 1971-2000, la température annuelle moyenne est de 11,1 °C, avec une amplitude thermique annuelle de 18 °C. Le cumul annuel moyen de précipitations est de 866 mm, avec 11,2 jours de précipitations en janvier et 7,5 jours en juillet. Pour la période 1991-2020, la température moyenne annuelle observée sur la station météorologique de Météo-France la plus proche, « Bragny sur Saône », sur la commune de Bragny-sur-Saône à 6 km à vol d'oiseau, est de 12,3 °C et le cumul annuel moyen de précipitations est de 845,9 mm. 
La température maximale relevée sur cette station est de 40,3 °C, atteinte le 24 juillet 2019 ; la température minimale est de −12,9 °C, atteinte le 5 février 2012,,.
Les paramètres climatiques de la commune ont été estimés pour le milieu du siècle (2041-2070) selon différents scénarios d'émission de gaz à effet de serre à partir des nouvelles projections climatiques de référence DRIAS-2020. Ils sont consultables sur un site dédié publié par Météo-France en novembre 2022.

## Urbanisme

### Typologie
Au 1er janvier 2024, Charnay-lès-Chalon est catégorisée commune rurale à habitat dispersé, selon la nouvelle grille communale de densité à sept niveaux définie par l'Insee en 2022.
Elle est située hors unité urbaine et hors attraction des villes,.

### Occupation des sols
L'occupation des sols de la commune, telle qu'elle ressort de la base de données européenne d’occupation biophysique des sols Corine Land Cover (CLC), est marquée par l'importance des territoires agricoles (89,5 % en 2018), une proportion sensiblement équivalente à celle de 1990 (89,6 %). La répartition détaillée en 2018 est la suivante : prairies (44,5 %), terres arables (36,3 %), zones agricoles hétérogènes (8,8 %), eaux continentales (7,5 %), zones urbanisées (3 %). L'évolution de l’occupation des sols de la commune et de ses infrastructures peut être observée sur les différentes représentations cartographiques du territoire : la carte de Cassini (XVIIIe siècle), la carte d'état-major (1820-1866) et les cartes ou photos aériennes de l'IGN pour la période actuelle (1950 à aujourd'hui).

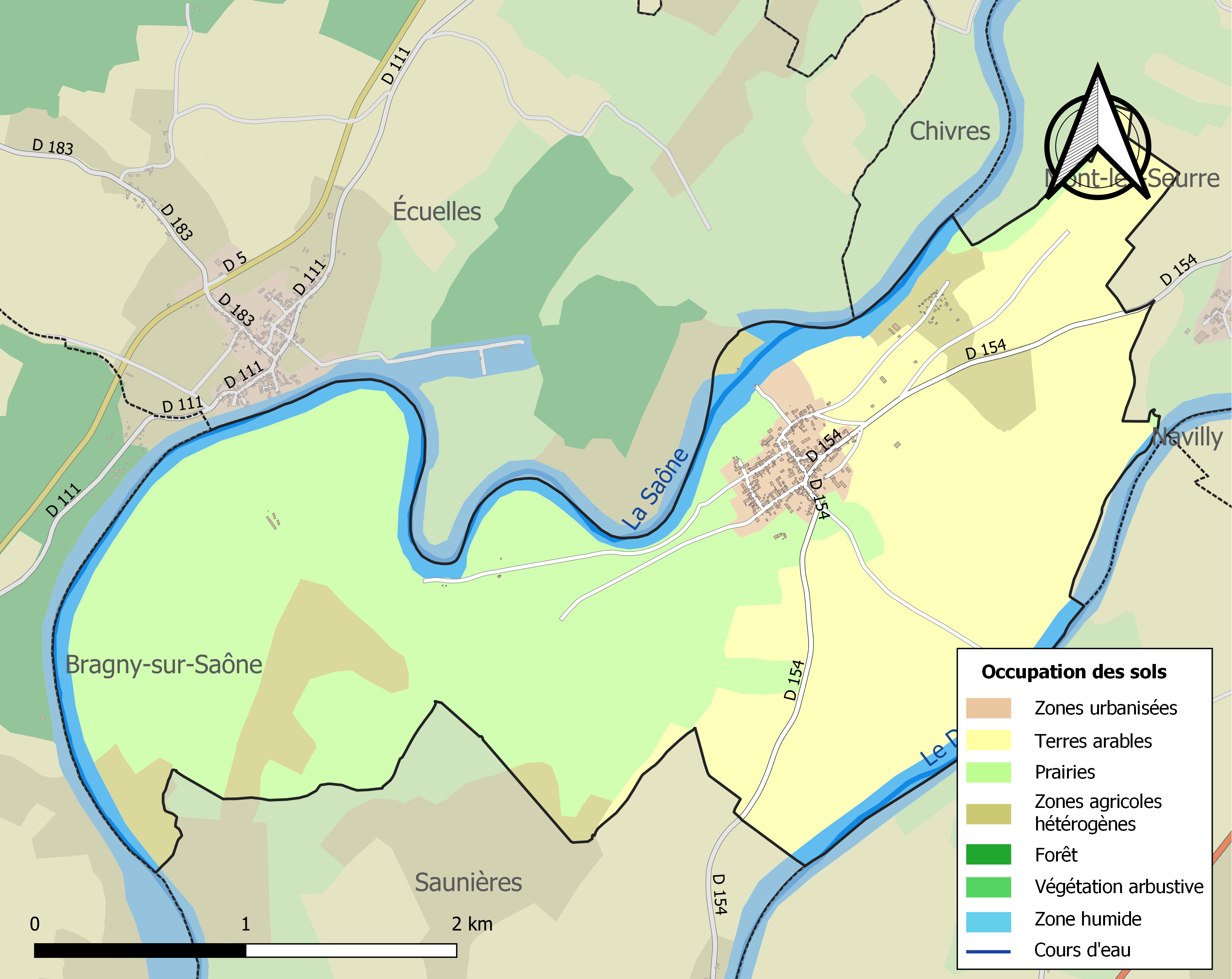
Carte des infrastructures et de l'occupation des sols de la commune en 2018 (CLC).

## Histoire

### Époque mérovingienne
Le nom de Charnay serait dérivé du patois bourguignon charnai signifiant « charnier », rappelant les nombreux morts de bataille ou batailles s'étant déroulée/s sur les lieux - et les nombreuses sépultures s'ensuivant,. Les fouilles de Hanri Baudot ont mis au jour des centaines de ces tombes, disposées en grand désordre et comme à la hâte, entre Charnay et le vignoble de Mont-lez-Seurre.

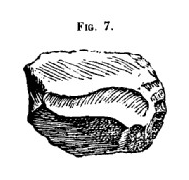
Grattoir en silex trouvé dans une tombe mérovingienne.

### Moyen Âge
Guerre de Trente Ans : le village est mis à sac par les Croates des troupes impériales commandées par Gallas.
Jusqu'à la Révolution française, Charnay-lès-Chalon, localité du département de Saône-et-Loire relevant depuis 1801 du diocèse d'Autun, dépendit du diocèse de Besançon.

## Politique et administration
| Période                                  | Période    | Identité       | Étiquette | Qualité |
| ---------------------------------------- | ---------- | -------------- | --------- | ------- |
| 1983                                     | mars 1989  | Jacques Vérot  |           |         |
| 1989                                     | mars 2008  | Michel Vérot   |           |         |
| mars 2008                                | avril 2014 | Robert Boisson |           |         |
| avril 2014                               | en cours   | Luc Barrault   |           |         |
| Les données manquantes sont à compléter. |            |                |           |         |

## Démographie
L'évolution du nombre d'habitants est connue à travers les recensements de la population effectués dans la commune depuis 1793. Pour les communes de moins de 10 000 habitants, une enquête de recensement portant sur toute la population est réalisée tous les cinq ans, les populations de référence des années intermédiaires étant quant à elles estimées par interpolation ou extrapolation. Pour la commune, le premier recensement exhaustif entrant dans le cadre du nouveau dispositif a été réalisé en 2008.

En 2022, la commune comptait 192 habitants, en évolution de +4,35 % par rapport à 2016 (Saône-et-Loire : −1,06 %, France hors Mayotte : +2,11 %).
| 1793 | 1800 | 1806 | 1821 | 1831 | 1836 | 1841 | 1846 | 1851 |
| ---- | ---- | ---- | ---- | ---- | ---- | ---- | ---- | ---- |
| 603  | 650  | 546  | 630  | 654  | 652  | 685  | 702  | 725  |

| 1856 | 1861 | 1866 | 1872 | 1876 | 1881 | 1886 | 1891 | 1896 |
| ---- | ---- | ---- | ---- | ---- | ---- | ---- | ---- | ---- |
| 678  | 618  | 632  | 667  | 642  | 635  | 602  | 556  | 535  |

| 1901 | 1906 | 1911 | 1921 | 1926 | 1931 | 1936 | 1946 | 1954 |
| ---- | ---- | ---- | ---- | ---- | ---- | ---- | ---- | ---- |
| 493  | 476  | 444  | 366  | 330  | 299  | 293  | 315  | 280  |

| 1962 | 1968 | 1975 | 1982 | 1990 | 1999 | 2006 | 2008 | 2013 |
| ---- | ---- | ---- | ---- | ---- | ---- | ---- | ---- | ---- |
| 249  | 231  | 211  | 181  | 173  | 178  | 178  | 178  | 186  |

| 2018 | 2022 | - | - | - | - | - | - | - |
| ---- | ---- | - | - | - | - | - | - | - |
| 190  | 192  | - | - | - | - | - | - | - |

## Vie locale

### Culte
Charnay-lès-Chalon relève de la paroisse Saint-Jean-Baptiste-des-Trois-Rivières, qui regroupe 19 villages et dont le siège est installé à Verdun-sur-le-Doubs.

## Culture locale et patrimoine

### Lieux et monuments
Sont à voir à Charnay-lès-Chalon : 
- l'église Saint-Grégoire-le-Grand, édifice qui a pour particularité de disposer d'un beau clocher couvert de tuiles vernissées, en forme de bulbe, appelé « clocher à l'impériale » ou « clocher comtois » (l'église, avant la Révolution, dépendait du diocèse de Besançon)[23] ;
- la croix de cimetière de Charnay-lès-Chalon, croix gothique du XVe siècle portant sur son avers un très beau Christ en croix, la tête couronnée d'épines, représenté expirant (y figure l'écu de la famille de Rupt, qui a tenu la seigneurie de Charnay jusqu'en en 1535) ;
- l'oratoire Saint-Louis (rue de la Chapelle), édifié en 1878, renfermant une statue du roi saint Louis[24] ;
- le barrage sur la Saône, remontant aux années 70 et décidé dans le cadre de l'aménagement de l'axe mer du Nord-Méditerranée, construction consistant en un barrage en béton armé, à clapets métalliques, équipé de trois passes de 35 mètres chacune (ouvrage construit sur un radier de 117 mètres de longueur pour 17 mètres de largeur)[25].

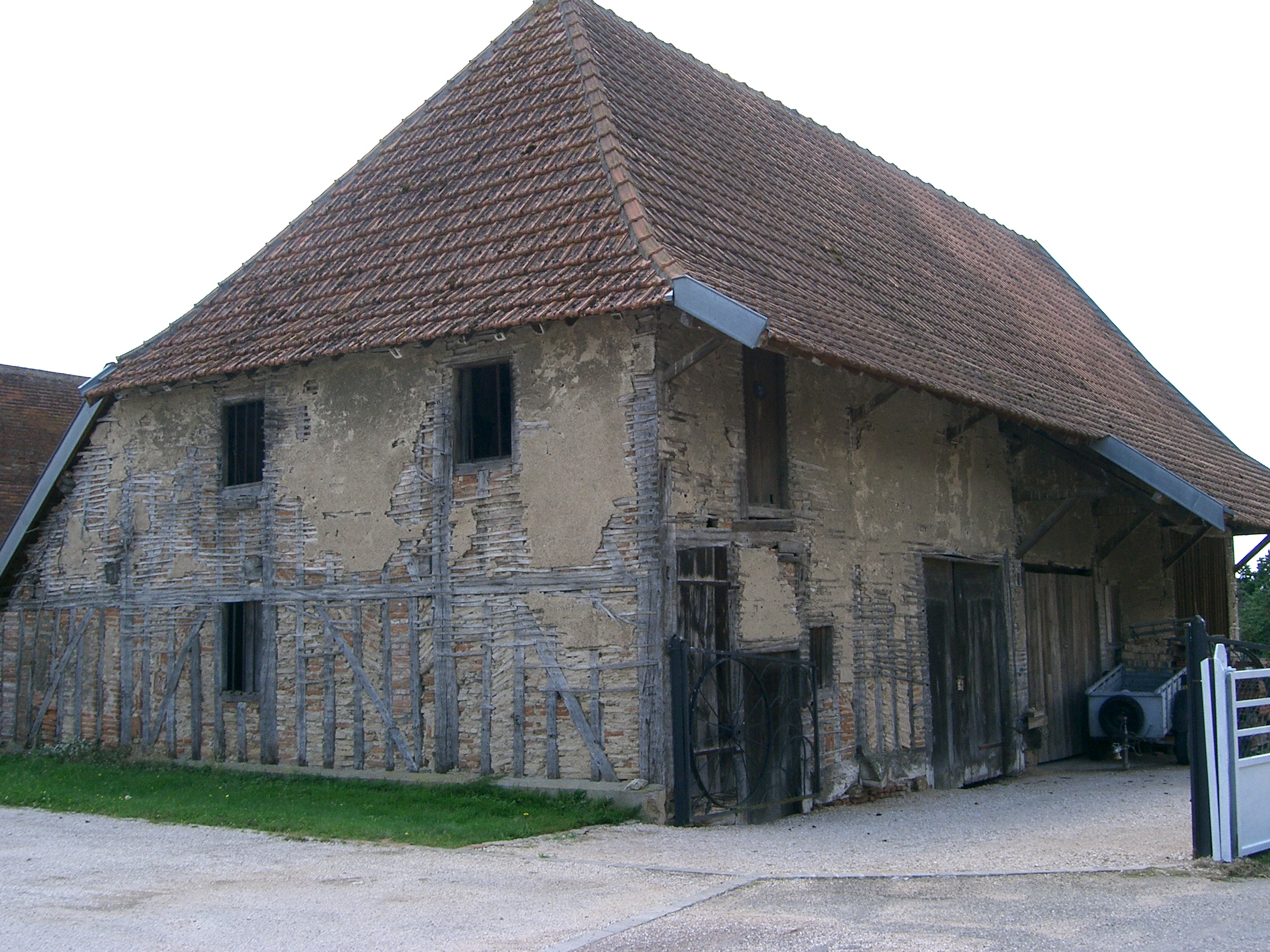
Vieille ferme.
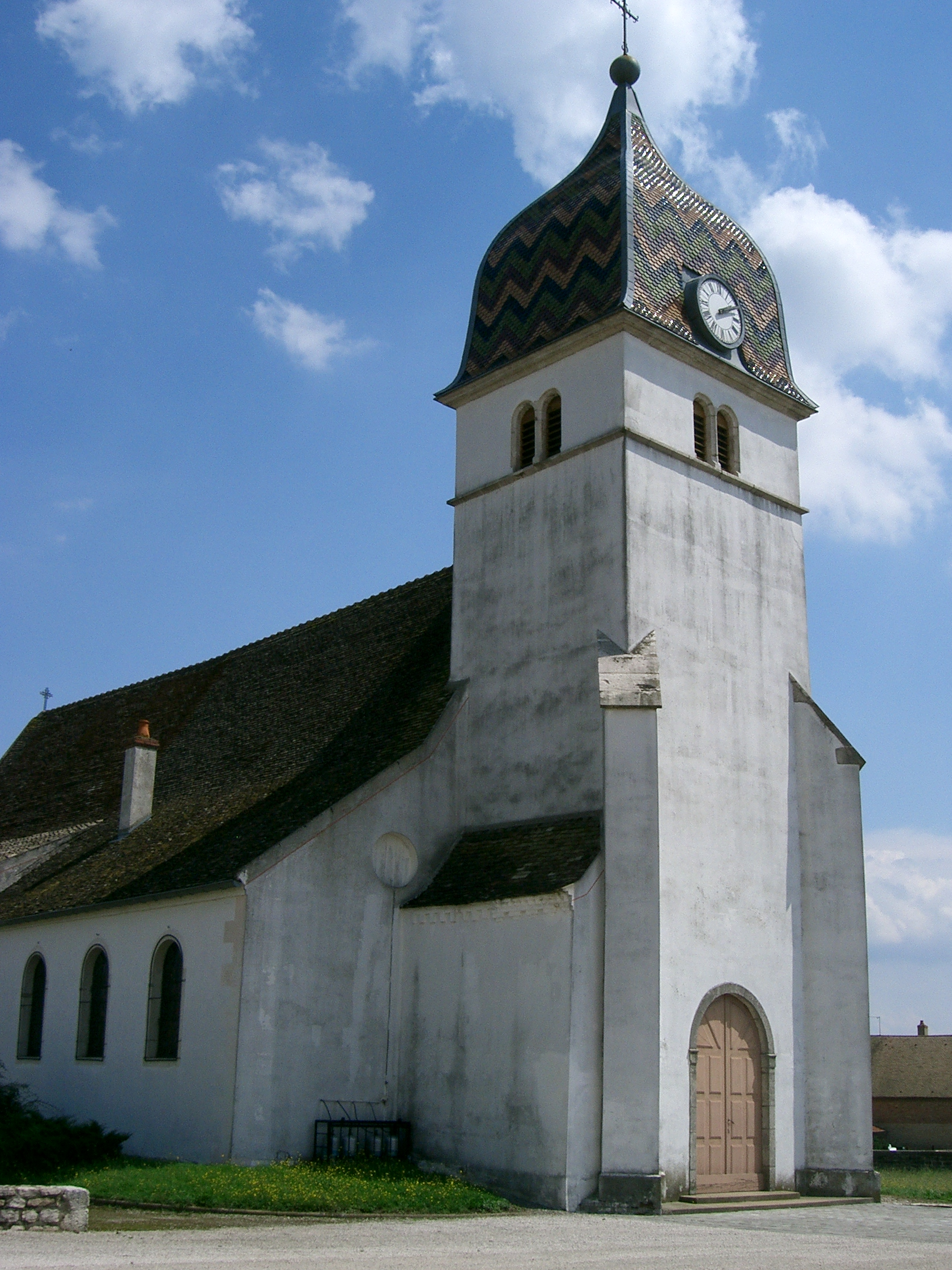
Le clocher comtois de l'église Saint-Grégoire-le-Grand.
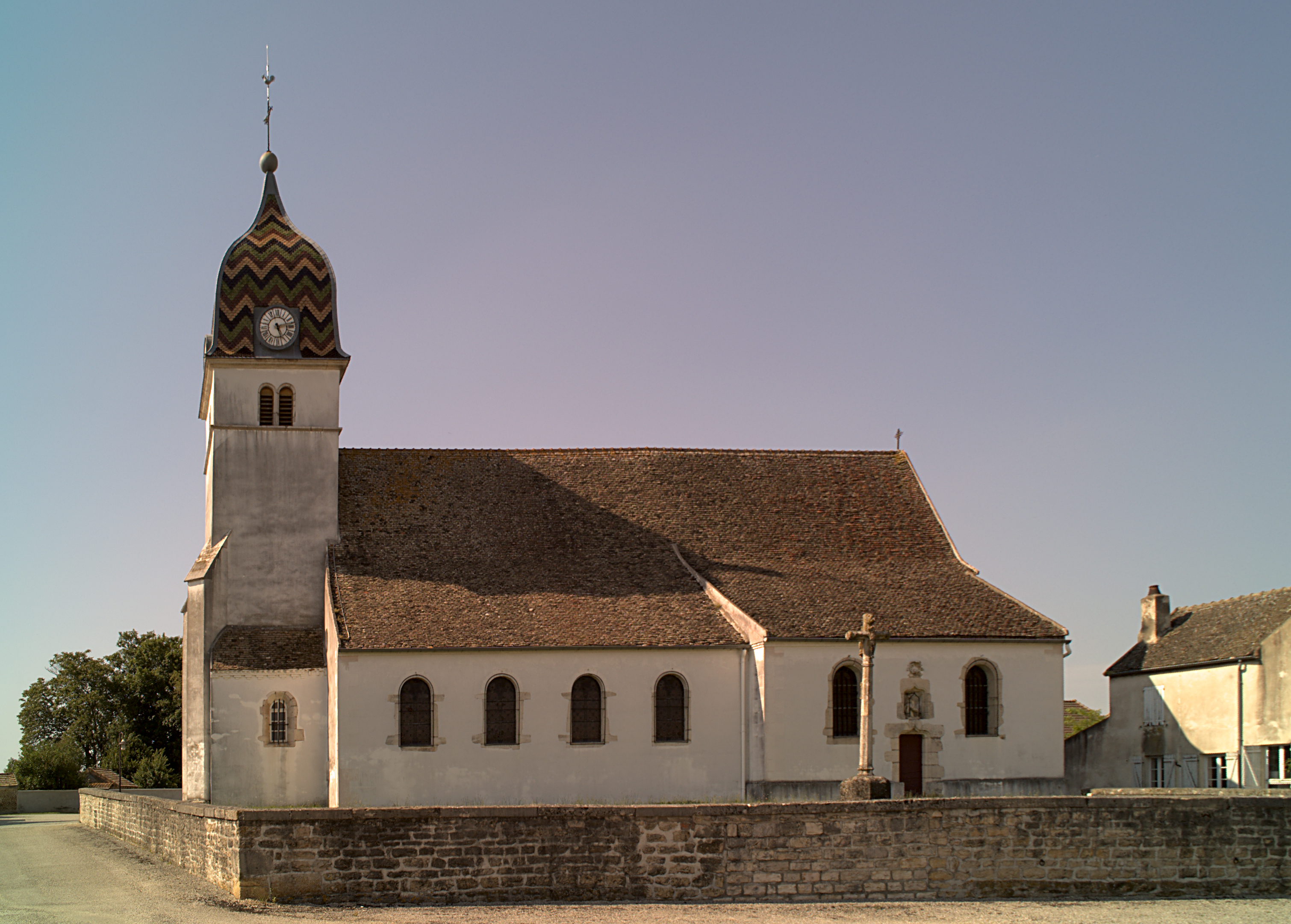
L'église paroissiale, sous le vocable de saint Grégoire le Grand.
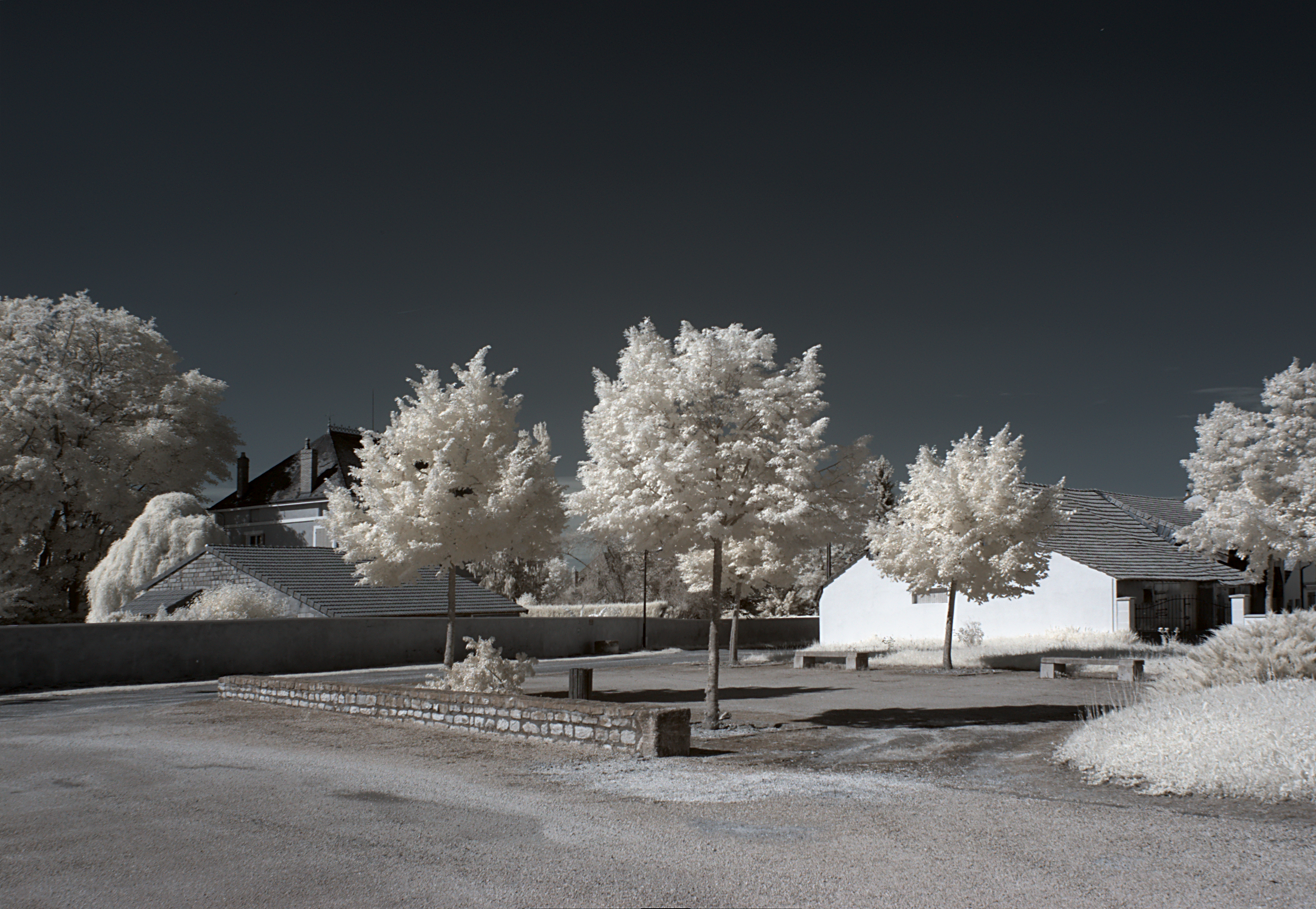
Place de l'Église (infrarouge).
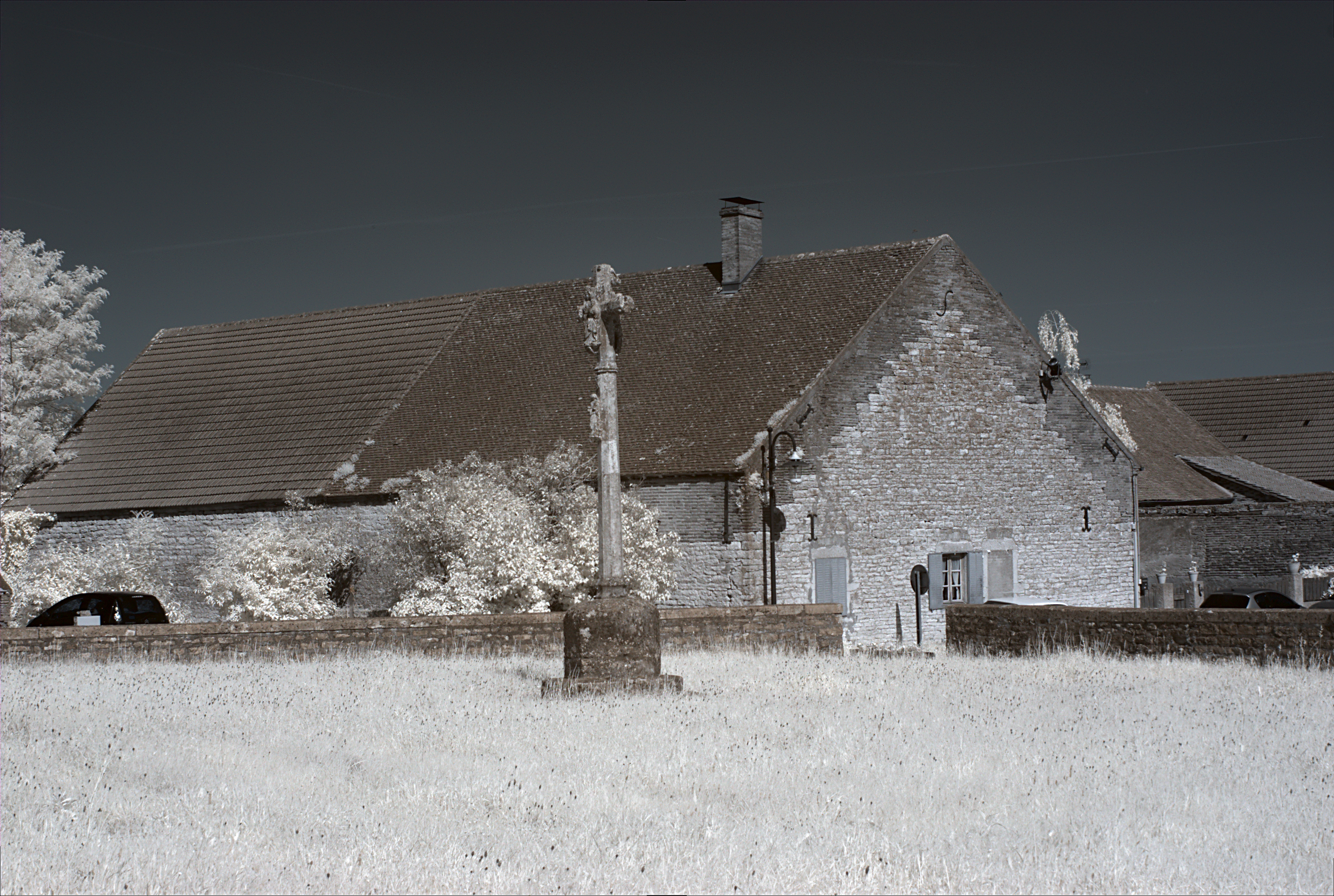
Croix de cimetière (infrarouge).
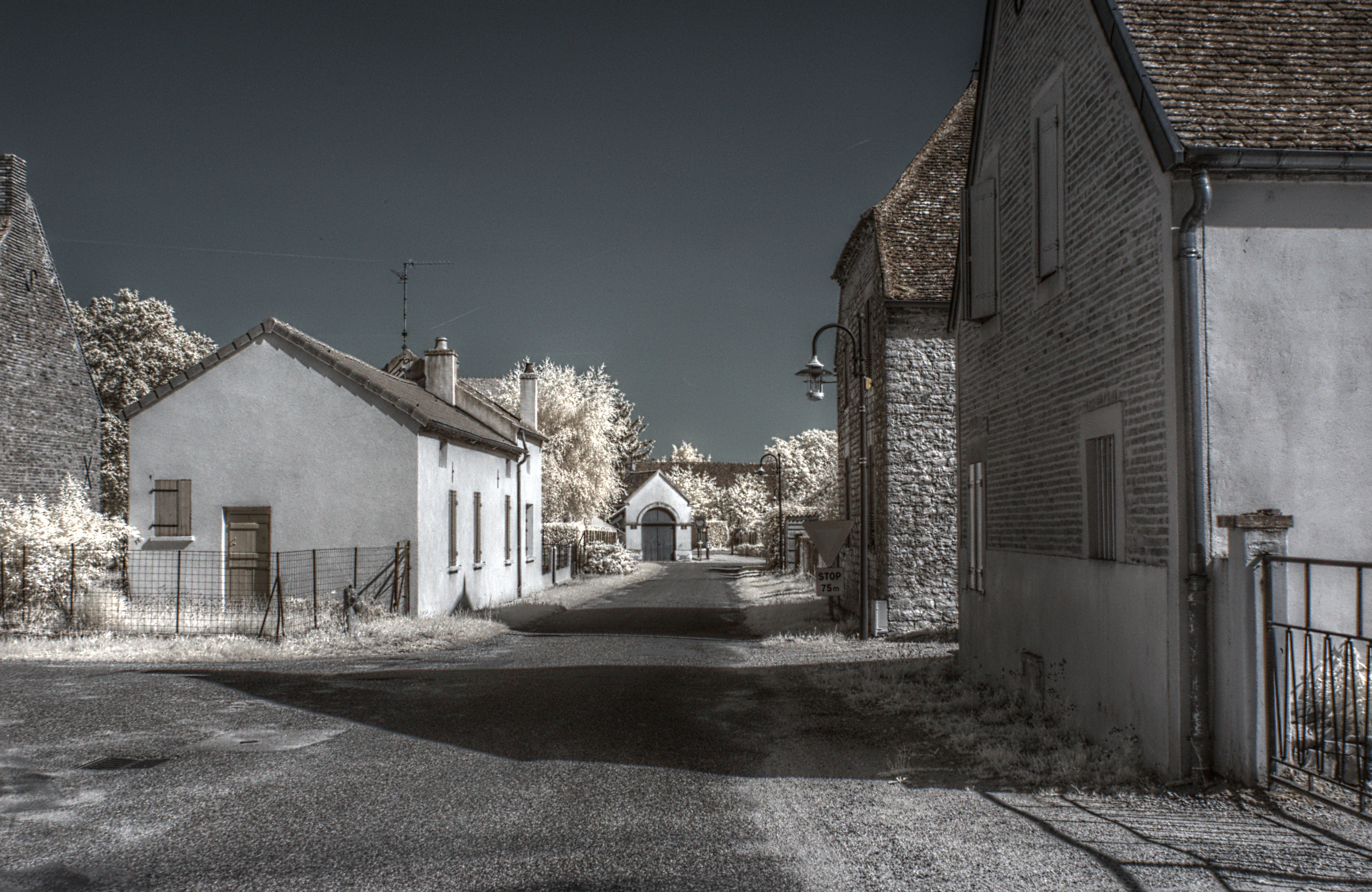
Rue de la Forge (infrarouge).
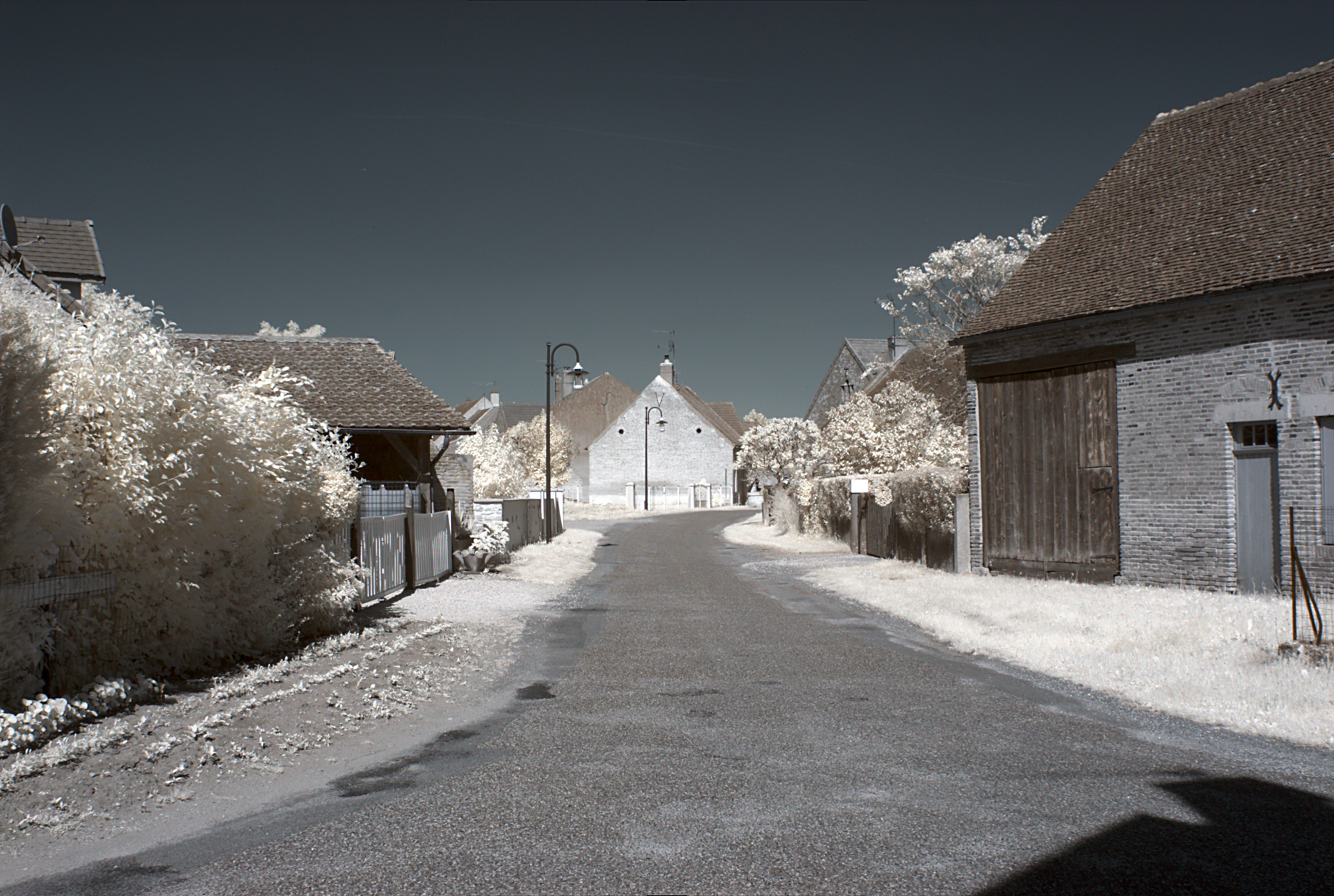
Rue de la Forge (infrarouge).

## Pour approfondir